# Dejan Žigon
Dejan Žigon (San Pietro-Vertoiba, 30 marzo 1989) è un ex calciatore sloveno, di ruolo centrocampista.

## Caratteristiche tecniche
Ala sinistra, può giocare anche come trequartista.

## Carriera
Cresciuto nel Gorica, dopo aver giocato 22 partite in Prva Liga, viene mandato in prestito al Bela Krajina in Druga Liga dove segna due reti in 12 presenze.
Ritorna al Gorica e in due stagioni collezione 76 presenze con 17 gol totali.
Dopo essere rimasto svincolato, firma con il Barletta il 29 settembre 2013.
Nell'estate 2019 passa al Cjarlins Muzane (in Serie D), nel dicembre 2019 viene ceduto al Brian Lignano (in Eccellenza FVG) e nell'estate 2020 viene acquistato dalla Gemonese (ancora in Eccellenza FVG).
Nel luglio 2022 viene acquistato dalla Pro Gorizia, altra compagine impegnata in Eccellenza FVG.